# 윤창석 (1889년)
윤창석(尹昌錫, 1889년 8월 1일 ~ 1966년 8월 23일)은 대한제국 독립운동가이다. 호(號)는 수상(修上).

## 주요 이력

### 대한제국독립운동가로 활동
그는 1910년 경술국치 사태 이후 일본으로 유학하여 1916년 일본 니혼 대학교를 나왔으며 일본 동경(東京)에서 재일 유학생들이 거행한 2·8 독립선언식의 11명 대표 중 일원이다. 그는 일제에 의해 조국이 강제로 병탄되자 재일 유학생들은 항상 대한제국 조국 광복의 꿈을 키워 왔는데, 1916년 4월 17일 당시 재일 유학생들은 5백 24명으로 조선기독교 청년회(朝鮮基督敎靑年會)·조선유학생 학우회(朝鮮留學生學友會)·조선여자 친목회(朝鮮女子親睦會) 등의 비밀 결사 관련 단체를 통하여 대한제국 광복 운동을 하여 왔다. 이에 일본 경찰은 유학생들의 항일 의식 관련 기준을 갑·을로 구분하여 철저히 감시하고 있었다. 그는 여러 차례에 걸쳐 재일 유학생 대표들과 만나 조국광복에 대하여 의견을 나누었는데, 그는 1918년 12월 하순, 동경 기독교 청년회 주최로 동경 y.m.c.a. 강당에서 열린 웅변대회에서 서 춘(徐椿)·이종근(李琮根)·김상덕(金尙德) 등과 연사로 등단하여 민족자결주의 원칙하에 자주독립을 쟁취할 것을 주장하였다. 웅변대회가 끝나자, 여기에 참석했던 유학생들은 해산하지 않고 조국 독립운동의 방안을 강구하였는데, 이 때 그는 최팔용(崔八鏞)·백관수(白寬洙)·김철수(金喆壽)·송계백(宋繼白)·최근우(崔謹愚)·김도연(金度演)·이종근·김상덕·서 춘 등과 대표위원으로 선발되었고 그들과 함께 일제의 감시를 피해가며 독립운동을 계획하였다. 그러던 중 일본의 신호(神戶)에서 영국인이 발행하던 영자신문인 「저팬 애드버타이저(japan advertiser)」의 1918년 12월 1일자의 기사에 미국에 있는 이승만(李承晩) 등의 한국대표가 파리 강화회의에 파견된다는 소식을 들은 그는 유학생 대표들과 만나 조국독립운동에 대하여 토의하고, 이듬해 1월 상순에 최팔용·서 춘·백관수·송계백·김도연·최근우·김상덕·전영택·이종근 등과 그 실행위원으로 선출되어 2월 8일을 기하여 재일본 동경 조선독립 청년단(在日本東京朝鮮獨立靑年團)의 명의로 독립선언서를 발표하기로 결정하는 한편, 본국의 민족 지도자들과의 연락을 취하기 위하여 1월 중순에 송계백을 서울에 파견하였다. 한편 실행위원 중 전영택이 신병으로 빠지고 이광수·김철수가 추가 선출되어 실행위원은 11명으로 되었다. 이에 그는 다른 실행위원들과 일본경찰의 감시를 피해가며 비밀회의를 거듭하면서 조선청년 독립단(朝鮮靑年獨立團)을 조직하고, 민족 대회 소집 청원서(民族大會召集請願書) 및 독립선언서와 결의문을 국문·일문·영문으로 작성하였다. 그리고 청원서는 일문(日文)이었으므로 최팔용이 이등(伊藤) 인쇄소에 부탁하여 7일까지 1천 장을 인쇄하고, 선언서와 결의문은 한·일·영문의 3종류가 있으므로 영문은 타자기, 한·일문은 등사판으로 7일 밤 김희술(金熙述)의 집에서 6백 부를 등사하여 두었다. 이 때 여자 친목회와 청산학원(靑山學院) 학생들이 활동비를 모금하여 지원하였다. 그러나 미리 이 사실을 탐문한 일본 경찰에 의해 그가 불려 가자, 다른 실행위원들은 2월 8일 오전 10시에, 준비한 인쇄물을 각국 대사, 공사, 일본의 정부 요인, 양원 의원(兩院 議員), 조선 총독, 도쿄 및 각지 신문, 잡지사와 여러 학자들에게 우송하였다. 이 날 오후 2시, 방면되어 돌아온 그는 다른 실행위원 및 4백여 명의 유학생들과 함께 학우회를 빙자하여 동경 y.m.c.a. 강당에 모여 독립선언식을 거행하였다. 이 날의 독립선언식은 그의 사회로 시작되어 학우회 총회 의장인 백남규(白南奎)의 개회 선언, 최팔용의 조선 청년 독립단 발족 동의, 김도연의 결의문 낭독에 이어 서 춘이 연설하기 위하여 등단할 무렵, 동경 경시청에서 출동한 일본 경찰이 진입하여 해산을 요구하였다. 이에 흥분한 유학생들과 일본 경찰 사이에 격투가 벌여졌으나, 결국 대다수의 참석 학생들이 체포되었는데, 그도 함께 체포되어 서신전(西神田) 경찰서에 수감되었다가 경시청으로 이감 기소되어 이 해 6월 26일 제2심에서 소위 출판법 위반 혐의로 9개월간의 금고형을 선고받고 동경 형무소에서 옥고를 치렀다. 그 후 1920년 조선국 귀국하여 경기도 인천 제물포에서 농사 및 서예와 시문 등으로 소일하였다.

### 1945년 광복 후
1945년 양력 8월 15일 조선 광복을 경기도 인천에서 목도하였다. 그 후 1946년 5월에서 같은 해 1946년 12월까지 한국독립당 대표전임위원 직위를 잠시 지냈다.

## 서훈과 사후
대한민국 정부에서는 고인의 공훈을 기리기 위하여 1963년 6월 6일을 기하여 대한민국 대통령 표창장을 수여하였으며 사후 1991년 3월 1일을 기하여 대한민국 건국훈장 애국장을 추서하였다.